# 豊通オフィスサービス
豊通オフィスサービス株式会社（英: TOYOTSU OFFICE SERVICE CORPORATION）は、東京都港区港南2丁目に本社を置く、豊田通商グループの特例子会社。

## 沿革
- 1999年（平成11年）
  - 4月 - 東友インテックス株式会社として設立。
  - 6月 - トーメンの特例子会社としての認定を取得。
  - 7月 - 環境管理の国際規格ISO14001の認証を取得。
- 2006年（平成18年）
  - 4月 - 豊通オフィスサービス株式会社に商号変更。
  - 5月 - 豊田通商の特例子会社としての認定を取得。

## 事業所
- 本社

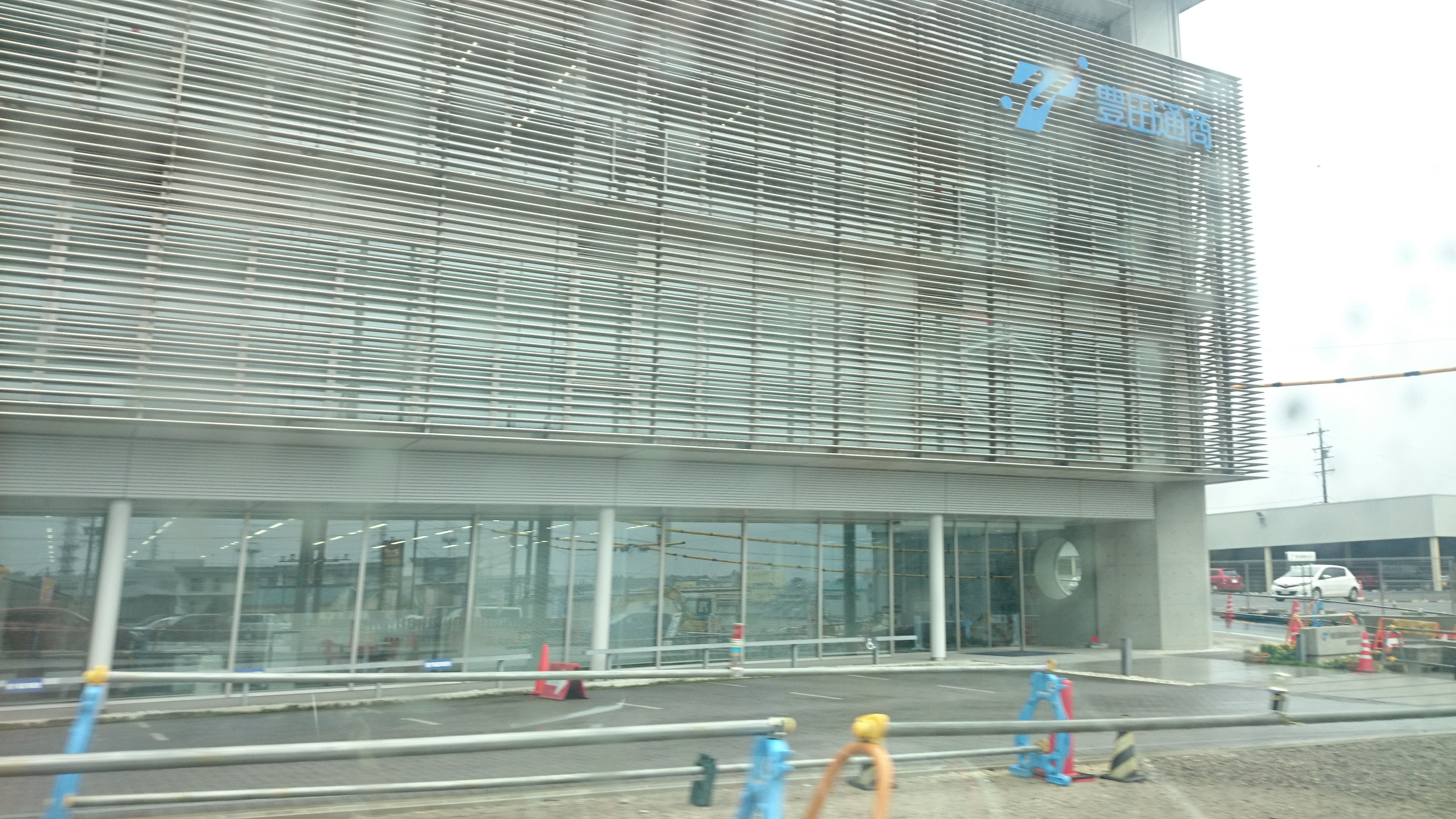
豊田オフィスが入居する
豊通ビル豊田（2015年9月）

  - 〒108-8216 東京都港区港南2丁目3-13 品川フロントビル
- 名古屋オフィス
  - 〒450-8575 愛知県名古屋市中村区名駅4-9-8 センチュリー豊田ビル
- 豊田オフィス
  - 〒471-8512 愛知県豊田市寿町7丁目66番地 豊通ビル豊田
- 浜松オフィス
  - 〒421-0531 〒430-7714 静岡県浜松市中央区板屋町111番地の2 浜松アクトタワー14階
- 大阪オフィス
  - 〒542-0081 大阪府大阪市中央区南船場4丁目3番11号 大阪豊田ビル